# 入善町立上青小学校
入善町立上青小学校（にゅうぜんちょうりつ じょうせいしょうがっこう）は富山県下新川郡入善町にある公立小学校。

## 沿革
入善町立青木小学校
- 1873年4月15日 - 青木小学校、浄慶寺の一室を借りて創立[1]。
- 1874年1月 - 四〇番小学校を仏生寺に移す[2]。
- 1875年1月 - 寛明小学校と改称し、青木村八坂掘に校舎新築[2]。
- 1879年
  - 1月29日 - 寛明小学校出火全焼。本校を青木村中村方、分校を東狐村林方、木根村木本方とする[2]。
  - 9月 - 木根村に啓彰小学校創立[2]。
- 1885年 - 寛明小学校は、小摺戸、新屋、飯野にある5校の主校となる[3]。
- 1887年
  - 6月 - 寛明小学校と啓彰小学校を廃止し、尋常科を啓明小学校、簡易科を青木小学校に指定[4]。
  - 10月 - 青木村大島に新校舎落成[4]。
- 1902年
  - 1月15日 - 積雪のため校舎破損[5]。
  - 10月 - 新築移転[5]。
- 1920年4月 - 屋内体操場新築[5]。
- 1949年5月 - 講堂新築[6]。
- 1951年9月 - 給食室を増築[7]。
- 1953年9月 - 3教室増築[7]。
- 1955年8月 - 給食調理室新設[7]。
- 1983年3月7日 - 閉校[8]。

入善町立上原小学校
- 1873年
  - 6月25日 - 光明寺堂宇を借りて第32番小学校創立。原和小学校と称す[1]。
  - 同年中 - 上野村野沢伝左衛門宅を借りて創立、九思小学校と称す[1]。
- 1875年7月 - 三二番小学校を宝泉兵衛宅に移す。通学区域は目川、吉川、吉原とす[2]。
- 1876年7月 - 石川県下新川郡吉原村原和小学校と改称。梅原七右衛門宅に移る[9]。
- 1884年12月18日 - 九思小学校幼学網要下賜[3]。
- 1885年1月 - 原和小学校幼学網要下賜[3]。
- 1890年4月 - 九思、原和両校を合併し、上原簡易小学校となる。道市川東に校舎新築[4]。
- 1892年9月 - 上原簡易小学校が博畠尋常小学校と改称[10]。
- 1895年4月15日 - 県訓令により博畠尋常小学校が上原尋常小学校に改称[11]。
- 1900年5月5日 - 校舎落成[11]。
- 1909年12月 - 校舎増築[5]。
- 1912年 - 校舎増築[5]。
- 1927年4月 - 講堂落成（8間×16間）[12]。
- 1928年3月 - 高等科併設[12]。
- 1933年12月 - 西側校舎落成[12]。
- 1950年8月 - 校舎新築[6]。
- 1953年3月 - グラウンド新設[7]。
- 1955年3月 - 校舎調理場新築[7]。
- 1961年11月 - 前庭完成[13]。
- 1964年4月 - 特殊学級新設[14]。
- 1965年8月 - 校舎内改修[14]。
- 1973年7月4日 - プール完成[15]。
- 1983年3月5日 - 閉校[8]。

入善町立上青小学校
出典→
- 1981年
  - 2月27日 - 第1回学校統合審議会[17]。
  - 3月14日 - 校名を上青小学校に決定[17]。
  - 9月3日 - 校舎新築工事が着工[17]。
- 1982年10月27日 - 校舎新築工事完成[17]。
- 1983年
  - 4月1日 - 入善町立上原小学校および入善町立青木小学校の2校を統合し、入善町立上青小学校が開校。同時に特殊学級（知的障害）を開設。
  - 4月6日 - 校旗樹立、校章制定、開校式挙行（当時の学級数16、児童数566名）。
  - 11月12日 - 『希望の像』除幕式。
  - 12月10日 - 体育館棟落成。
  - 12月22日 - 落成式挙行。
- 1987年8月3日 - プール完成。
- 1988年4月1日 - 特殊学級（知的障害）の名称を『わかすぎ』とする。
- 2010年4月1日 - 特別支援学級（病弱、身体虚弱）『あおぞら』開設（2013年10月1日閉級）。
- 2011年4月1日 - 特別支援学級（自閉症、情緒障害）『たんぽぽ』開設（2013年3月31日閉級）。
- 2014年 - 2016年 - 校舎大改修。

## 校歌
- 山本和夫作詞／佐藤進作曲／1983年10月2日 制定[16]。

## 進学先
- 入善町立入善西中学校

## 周辺
- 国道8号
- 富山県道117号上飯野入善停車場線